# Bierville
Bierville ist eine französische Gemeinde mit 320 Einwohnern (Stand: 1. Januar 2022) im Département Seine-Maritime in der Region Normandie (vor 2016: Haute-Normandie). Sie gehört zum Arrondissement Rouen und zum Kanton Le Mesnil-Esnard (bis 2015: Kanton Buchy). 

## Geographie
Bierville liegt etwa 17 Kilometer nordöstlich von Rouen. Umgeben wird Bierville von den Nachbargemeinden Longuerue im Norden und Osten, Blainville-Crevon im Süden und Südosten, Morgny-la-Pommeraye im Südwesten sowie Pierreval im Westen.

## Einwohnerentwicklung
| 1962                      | 1968 | 1975 | 1982 | 1990 | 1999 | 2006 | 2013 |
| ------------------------- | ---- | ---- | ---- | ---- | ---- | ---- | ---- |
| 108                       | 90   | 132  | 181  | 250  | 259  | 269  | 298  |
| Quelle: Cassini und INSEE |      |      |      |      |      |      |      |

## Sehenswürdigkeiten
- Kirche Saint-Pierre-et-Saint-Paul aus dem 18. Jahrhundert
- Schloss Bierville aus dem 19. Jahrhundert

## Persönlichkeiten
- Henry de La Vaulx (1870–1930), Ballonwettfahrer und Schriftsteller